# Medicine Bow
Medicine Bow é uma cidade  localizada no estado norte-americano de Wyoming, no Condado de Carbon.

## Demografia
Segundo o censo norte-americano de 2000, a sua população era de 274 habitantes.
Em 2006, foi estimada uma população de 264, um decréscimo de 10 (-3.6%).

## Geografia
De acordo com o United States Census Bureau tem uma área de
9,0 km², dos quais 9,0 km² cobertos por terra e 0,0 km² cobertos por água.

## Localidades na vizinhança
O diagrama seguinte representa as localidades num raio de 84 km ao redor de Medicine Bow.